# Kurt Berthold
Kurt Berthold (1950) è un ex sciatore alpino austriaco.

## Biografia
Specialista delle prove tecniche, esordì in Coppa del Mondo il 10 marzo 1968 a Méribel in slalom gigante classificandosi 11º e tale risultato sarebbe rimasto il migliore di Berthold nel massimo circuito internazionale; nel 1970 fu 3º nella combinata del Grand Prix di Morzine (10-11 gennaio) e prese per l'ultima volta il via in Coppa del Mondo, il 29 gennaio a Madonna di Campiglio in slalom gigante (15º). Si ritirò durante la stagione 1970-1971 e la sua ultima gara fu lo slalom speciale del trofeo dell'Hahnenkamm di Kitzbühel del 23 gennaio (non valido per la Coppa del Mondo), non completato da Berthold; non prese parte a rassegne olimpiche o iridate.

## Palmarès

### Campionati austriaci
- 1 medaglia:
  -  1 bronzo (slalom gigante nel 1969)[senza fonte]